# Maihof (Berg)
Maihof ist ein Gemeindeteil der Gemeinde Berg im Landkreis Hof (Oberfranken, Bayern).

## Geographie
Die Einöde liegt an der Panoramastraße, das ist die Kreisstraße HO 8, an der Nordabdachung des Frankenwaldes um Berg in Richtung Blumenaumühle an der Saale und Pottiga in Thüringen. Das Anwesen befindet sich mit seiner Gemarkung in einer kupierten Frankenwaldlandschaft, großflächig von Wald umgeben.